# リバティー・プロフェッショナルズFC
リバティー・プロフェッショナルズFC (Liberty Professionals FC) は、ガーナのプロサッカークラブである。本拠地はアクラのダンサマン。

## 歴史
リバティー・プロフェッショナルズは1996年に、アクラを拠点としていたビジネスマンのフェリックス・アンソン (Felix Ansong) とアルハジ・スライ・テッテ (Alhaji Sly Tetteh) によって創立された。
ガーナで最も早くプロとして活動したサッカークラブの1つであり、最初の年は2部に在籍したが、その次のシーズンから1部であるガーナ・プレミアリーグに所属している。
その時から、チームは継続して良い成績を残している。

## CAF大会での成績
出場
西アフリカクラブ選手権 : 2009 
成績
2009: 3位